# Strawberries
Strawberries è il quinto album in studio del gruppo punk rock inglese The Damned, pubblicato nel 1982 dalla Bronze Records.

## Storia
Dopo il successo internazionale del singolo "Wot" aumentarono anche le apparizioni televisive e l'etichetta Bronze ritenne che fosse il momento di pubblicare un nuovo album che sarà il primo con Roman Jugg come membro definitivo e il cui apporto sarà fondamentale nell'evoluzione del sound del gruppo. Il nuovo album venne pubblicato il primo ottobre e presentava una componente goth ancora presente ma mediata con influenze rock and roll, diversamente da altre band post punk coeve, soprattutto durante i concerti. A seguito dell'insofferenza di Scabies nei confronti di Gray, durante le registrazioni si arriva a malumori degenerati in rissa durante le sessioni di registrazione ma, nonostante queste difficoltà, l'album venne completato. su richiesta di Captain Sensible, Gray inizialmente resta nel gruppo ma dopo poche settimane dopo l'inizio del tour lascia per entrare negli UFO e a febbraio 1983 venne sostituito da Bryn Merrick.

## Copertina
La copertina era impregnata da un profumo di fragola idea del gruppo per permette agli acquirenti dell'album di trovare velocemente il disco nei negozi; il titolo e la copertina sono un'ironia nei confronti di quella parte di pubblico che pretendeva di ascoltare ai concerti solo i brani degli esordi ("Strawberries for Pigs", titolo iniziale dell'album, è traducibile come "perle ai porci").

## Accoglienza
Raggiunse la top 20 nella Album Chart UK.

## Tracce
1. Ignite – 4:53
2. Generals – 3:24
3. Stranger on the Town – 5:14
4. Dozen Girls – 4:34
5. The Dog – 7:25
6. Gun Fury (Of Riot Forces) – 2:57
7. Pleasure and the Pain – 4:23
8. Life Goes On – 4:09
9. Bad Time for Bonzo – 3:29
10. Under the Floor Again – 5:29
11. Don't Bother Me – 2:10

## Formazione
- Dave Vanian - voce
- Captain Sensible - chitarra, voce
- Paul Gray - basso
- Rat Scabies - batteria
- Roman Jugg - tastiere